# Maredolce

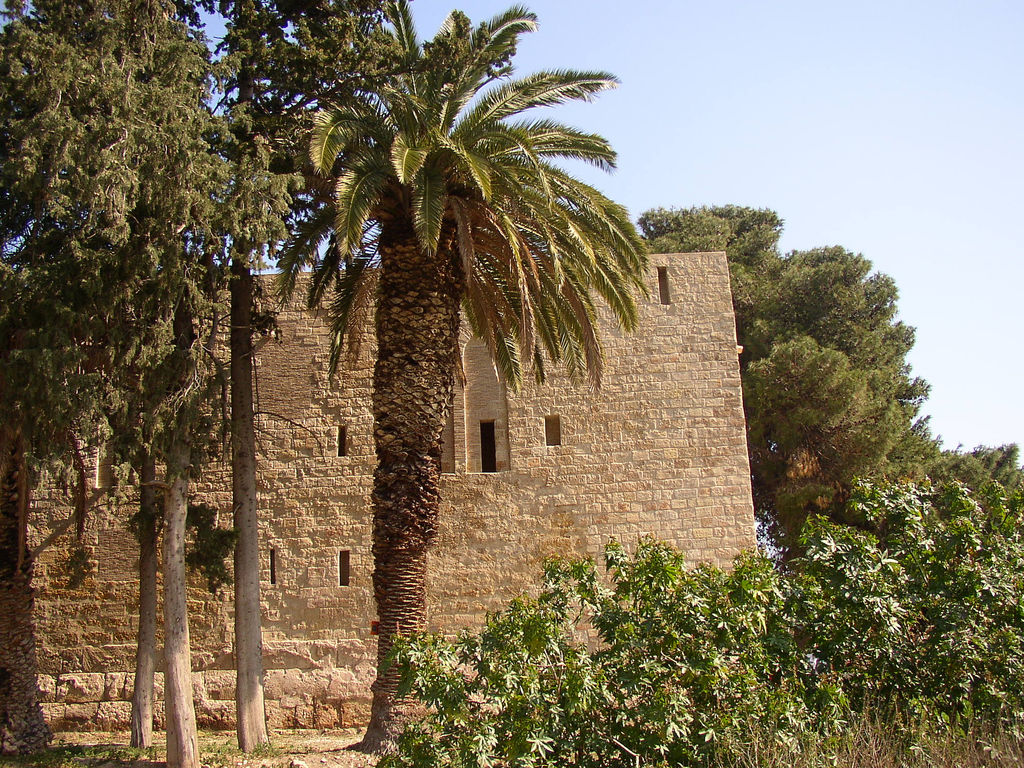
Castello di Maredolce

Maredolce, auch Castello oder Palazzo di Maredolce oder della Favara genannt, war ein Schloss der normannischen Könige Siziliens in Palermo. Es liegt im Parco Vecchio, dem südlich der mittelalterlichen Stadt gelegenen älteren Teil des königlichen Parks.
Der Name Favara leitet sich von dem arabischen Wort Fawwara ab, das Wasserquelle bedeutet und sich auf eine Quelle in der Nähe des Schlosses bezieht. Der Name Maredolce (süßes Meer) bezieht sich dagegen auf einen See, der von dieser Quelle gespeist wurde und daher im Gegensatz zum nahe gelegenen Tyrrhenischen Meer aus Süßwasser bestand. Dieser künstlich angelegte See umgab das Schloss ursprünglich an drei Seiten.